# Live After Death
| Оценки критиков   | Оценки критиков |
| Источник          | Оценка          |
| ----------------- | --------------- |
| Allmusic          | [ 1 ]           |
| Kerrang!          | [ 2 ]           |
| Георгий Старостин | [ 3 ]           |

Live After Death — первый концертный двойной альбом хэви-метал-группы Iron Maiden, записанный в 1984—1985 годах и изданный в Великобритании фирмой EMI и сестринской компанией Capitol Records в США 14 октября 1985.

## История записи
Альбом записывался группой в ходе концертов в рамках гастролей World Slavery Tour, организованных в 1984—1985 годах в поддержку альбома Powerslave. Первые 13 треков (12 песен и интро) были записаны c 14 по 17 марта 1985 года в концертном зале Long Beach Arena (Лонг-Бич, Калифорния, США). Оставшиеся 5 треков были записаны в концертном зале Hammersmith Odeon (Лондон, Великобритания) 8-10 и 12 октября 1984 года. На оригинальном двойном лонгплее песни, записанные в США, занимали первый диск и первую сторону второго диска, тогда как песни, записанные в Великобритании, составляли вторую сторону второго диска.
Live After Death стал первым полноценным «живым» альбомом Iron Maiden. До этого в 1981 году был выпущен только EP Maiden Japan. Для продюсера альбома Мартина Бёрча этот альбом стал первым концертным альбомом после долгого перерыва — до этого он в 1972 году продюсировал двойной альбом Deep Purple Made in Japan.
По словам продюсера альбома Мартина Бёрча:
«Таким образом не было сделано никаких наложений, ничего после не добавлялось в студии, чтобы сделать звук лучше, типа тех многих, так называемых «живых» альбомов, что вы получали в те дни. Звук на альбоме такой, какой он был на сцене, со всеми недостатками и вот почему звук такой интересный, я думаю. Это настоящая, неподдельная вещь» 
Оригинальный текст (англ.)«So there were no overdubs done, nothing added in the studio afterwards to make it sound better like you get with so many so-called 'live' albums these days. It was exactly as we did it on stage, warts and all, which is why it sounds so exciting, I think. It was the real McCoy»  
Альбом, выпущенный в декабре 1985 года на компакт-диске содержал только первые три стороны винилового альбома, в связи с доступной на тот момент ёмкостью диска. В этих же целях песня Running Free была сокращена с 8:43 до 3:16, а интро вместе с «открывашкой» Aces High объединены в один трек. В 1998 году был выпущен двойной CD, прошедший ремастеринг и аналогичный по содержанию виниловому релизу. Кроме того, на нём имелась мультимедиа-секция с видео, фотогалереями, биографиями, интернет-линками и 24 буклетами с Эдди.
До этого в 1995 году также выпускался двойной CD, не подвергавшийся ремастерингу, но на втором диске содержались песни со сторон Б выпущенных в поддержку альбома синглов.

## Конверт
Конверт, как и предыдущие конверты альбомов Iron Maiden, оформлен художником Дереком Риггсом и продолжает историю маскота Эдди. На обложке альбома изображён воскресший Эдди, встающий после удара молнии из могилы. Похоронен Эдди был как фараон на предыдущем альбоме Powerslave, а с альбома Piece of Mind у него осталась пластинка, скрепляющая половинки черепа после лоботомии, в которую и пришёлся разряд молнии. Эдди встаёт из-под надгробного камня, на котором процитированы строки Лавкрафта из Некрономикона (впервые опубликованы в 1921 году в рассказе «Безымянный город»)
«…That is not dead which can eternal lie, yet with strange aeons even death may die.…» 
Оригинальный текст (рус.)«…Неподвижно лежащему не суждено умереть, Но в странные эры и смерти приходит конец». 
На камне изречение процитировано неточно: в оригинале вместо слов «yet with strange» написано «and with strange». Также на камне полное имя Эдди: «Edward T. H--» (Edward Tне Head", фамилия «Head» закрыта)
На оборотной стороне конверта на переднем плане изображено кладбище с надгробиями и на заднем плане ночной город, разрушаемый грозой. Одним из похороненных, судя по надписи на камне, является сам художник.
На конверте альбома также имеются уже ставшие или ставшие впоследствии традиционными для оформления альбомов детали. Таковыми являются силуэт смерти в облаках (до этого появлялась на сингле Twilight Zone, сингле The Trooper и на обратной стороне альбома Powerslave), чёрная кошка с нимбом (Twilight Zone и Somewhere in Time)
Этот рисунок был второй версией рисунка, предназначенного для альбома. Первая версия была забракована: на ней по настоянию менеджера группы Роба Смоллвуда, Эдди вставал лицом к зрителю и картине недоставало динамики. Вторая версия, которую Риггс писал без давления, попала на обложку. Оригинал картины написан акриловыми красками.
На развороте альбома помещены фотографии группы и её участников, сделанные в ходе тура. В каждом конверте двойного альбома имеется вкладыш с текстами песен.

## Интро
Интро альбома представляет собой часть записи речи Уинстона Черчилля c наложенным звуком авиационных двигателей, которую он произнёс в Палате общин 4 июня 1940 года, вскоре после назначения его премьер-министром:
«…Мы пойдем до конца, мы будем биться во Франции, мы будем бороться на морях и океанах, мы будем сражаться с растущей уверенностью и растущей силой в воздухе, мы будем защищать нашу Родину, какова бы ни была цена, мы будем драться на побережьях, мы будем драться в портах и на суше, мы будем драться в полях и на холмах, мы никогда не сдадимся»
Оригинальный текст (англ.)«… We shall go on to the end, we shall fight in France, we shall fight on the seas and oceans, we shall fight with growing confidence and growing strength in the air, we shall defend our Island, whatever the cost may be, we shall fight on the beaches, we shall fight on the landing grounds, we shall fight in the fields and in the streets, we shall fight in the hills; we shall never surrender…»
Это интро использовалось на концертах Iron Maiden в течение всего тура. Сразу же за последним словом отрывка речи следует песня Aces High, повествующая о лётчиках-истребителях RAF в ходе их известной битвы 1940 года c люфтваффе.
Впоследствии интро использовалось группой также в ходе Ed Hunter Tour, Somewhere Back In Time World Tour и Maiden England World Tour.

## Видео
Альбом выпущен также на видеокассете. Концертное видео записывалось в марте 1985 года в концертном зале Long Beach Arena (в несколько дней выступлений) и полностью повторяет трек-лист альбома, за исключением того, что завершается видео песней Sanctuary, отсутствующей на альбоме. Перевыпуск альбома на DVD дополнен вторым диском с историей группы и прочим мультимедийным контентом.

## Список композиций
Приведены песни двойной грампластинки и двойного CD выпуска 1998 года
| #  | Оригинальное название       | Перевод                | С альбома               | Слова / Музыка                          | Время |
| -- | --------------------------- | ---------------------- | ----------------------- | --------------------------------------- | ----- |
| 1  | Intro: Churchill’s Speech   | Интро: Речь Черчилля   | -                       | Уинстон Черчилль                        | 0:49  |
| 2  | Aces High                   | Асы высоты             | Powerslave              | Стив Харрис                             | 4:39  |
| 3  | 2 Minutes to Midnight       | 2 минуты до полуночи   | Powerslave              | Брюс Дикинсон, Эдриан Смит              | 6:03  |
| 4  | The Trooper                 | Кавалерист             | Piece of Mind           | Стив Харрис                             | 4:31  |
| 5  | Revelations                 | Откровения             | Piece of Mind           | Брюс Дикинсон                           | 6:11  |
| 6  | Flight of Icarus            | Полёт Икара            | Piece of Mind           | Брюс Дикинсон, Эдриан Смит              | 3:27  |
| 7  | Rime of the Ancient Mariner | Рассказ старого моряка | Powerslave              | Стив Харрис                             | 13:18 |
| 8  | Powerslave                  | Раб могущества         | Powerslave              | Брюс Дикинсон                           | 7:13  |
| 9  | The Number of the Beast     | Число зверя            | The Number of the Beast | Стив Харрис                             | 4:53  |
| 10 | Hallowed Be Thy Name        | Освящено Твоим именем  | The Number of the Beast | Стив Харрис                             | 7:21  |
| 11 | Iron Maiden                 | Железная дева          | Iron Maiden             | Стив Харрис                             | 4:20  |
| 12 | Run to the Hills            | Беги к холмам          | The Number of the Beast | Стив Харрис                             | 3:54  |
| 13 | Running Free                | Бегущий свободно       | Iron Maiden             | Пол Ди’Анно, Стив Харрис                | 8:43  |
| 14 | Wrathchild                  | Разгневанный ребёнок   | Killers                 | Стив Харрис                             | 3:07  |
| 15 | 22 Acacia Avenue            | Проспект Акаций, 22    | The Number of the Beast | Стив Харрис, Эдриан Смит                | 6:19  |
| 16 | Children of the Damned      | Дети проклятых         | The Number of the Beast | Стив Харрис                             | 4:37  |
| 17 | Die With Your Boots On      | Умри на посту          | Piece of Mind           | Брюс Дикинсон, Эдриан Смит, Стив Харрис | 5:13  |
| 18 | Phantom of the Opera        | Призрак оперы          | Iron Maiden             | Стив Харрис                             | 7:23  |

| # | Оригинальное название     | Перевод                       | С альбома              | Слова / Музыка                        | Время |
| - | ------------------------- | ----------------------------- | ---------------------- | ------------------------------------- | ----- |
| 1 | Losfer Words (Big 'Orra)  | Нечего сказать (Большой ужас) | Powerslave             | Стив Харрис                           | 4:14  |
| 2 | Sanctuary                 | Алтарь                        | Iron Maiden (US релиз) | Пол Ди’Анно, Стив Харрис, Дэйв Мюррей | 4:40  |
| 3 | Murders in the Rue Morgue | Убийство на улице Морг        | Killers                | Стив Харрис                           | 4:32  |

## Критика
Альбом получил отличную критику, так журнал Kerrang! оценил его как «возможно величайший живой альбом в истории».. Кроме собственно музыкального материала, переданной энергетики концертного выступления группы отмечалось также отличное микширование.. Особенно отмечается, что крайне удачно записаны гитары: в левом канале гитара Дэйва Мюррея, в правом Эдриана Смита. Гитарная дуэль поочерёдно играемых соло и аккомпанемента создают впечатление прослушивания музыки непосредственно в зале.. Многими критиками альбом рассматривается как кульминация карьеры Iron Maiden, после которой началось движение вниз.
Стив Харрис отозвался об альбоме так:
«…Живые альбомы могут быть или совершенно бриллиантовыми или совершенно дерьмовыми. Кажется, они не бывают какими-то средними и ты их либо любишь, либо ненавидишь. В случае с Live After Death мы хотели попытаться сделать что-то вроде Made in Japan от Deep Purple или Live and Dangerous от Thin Lizzy - тех живых альбомов, что на самом деле сделали что-то новое с оригинальными песнями, что-то лучшее, но вместе с тем помещают тебя прямо на сцену с группой. Так что это было тоже весело …» 
Оригинальный текст (англ.)«…Live albums can either be absolutely brilliant or absolutely crap. There doesn't seem to be any middle-ground. Either you love them or you hate them. In the case of Live After Death, we wanted to try and make it like Made In Japan by Deep Purple, or Live And Dangerous by Thin Lizzy one of those live albums that actually said something new about the original songs, so they were worth having, but at the same time put you right there on stage with the band, so that it was really exciting, too!»  

## Участники записи
- Брюс Дикинсон — вокал, гитара на Revelations
- Стив Харрис — бас-гитара, бэк-вокал
- Эдриан Смит — гитара, бэк-вокал
- Дэйв Мюррей — гитара
- Нико Макбрэйн — ударные

## Чарты
| Чарт (1985)                             | Позиция |
| --------------------------------------- | ------- |
| Mexican Albums Chart Мексика            | 67      |
| New Zealand Albums Chart Новая Зеландия | 16      |
| Norwegian Albums Chart Норвегия         | 13      |
| Swedish Albums Chart Швеция             | 8       |
| Swiss Albums Chart Швейцария            | 26      |
| UK Albums Chart Великобритания          | 2       |
| US Billboard 200 США                    | 19      |

| Чарт (1985)           | Позиция |
| --------------------- | ------- |
| Канада (RPM Year-End) | 85      |

| Сингл                                                        | Чарт (1985)                     | Позиция |
| ------------------------------------------------------------ | ------------------------------- | ------- |
| «Running Free (Live)»                                        | Irish Singles Chart Ирландия    | 12      |
| «Running Free (Live)»                                        | UK Singles Chart Великобритания | 19      |
| «Run to the Hills (Live)»                                    | Irish Singles Chart Ирландия    | 18      |
| «Run to the Hills (Live)»                                    | UK Singles Chart Великобритания | 26      |
| Сингл                                                        | Чарт (1990)                     | Позиция |
| Running Free (Live) / Run to the Hills (Live) Великобритания | UK Albums Chart                 | 9       |

## Сертификация
| Страна         | Сертифицирован как | Продажи    |
| -------------- | ------------------ | ---------- |
| Канада         | 2×платиновый       | 200,000+   |
| Великобритания | Золотой            | 100,000+   |
| США            | 2×платиновый       | 2,000,000+ |